# Capelleta-oratori del Cementiri de Santa Margarida de Bianya
La Capelleta-oratori del Cementiri de Santa Margarida de Bianya és una obra de la Vall de Bianya (Garrotxa) inclosa a l'Inventari del Patrimoni Arquitectònic de Catalunya.

## Descripció
Al costat del menut cementiri de Santa Margarida de Bianya hi ha la capella del Sant Crist o capella del fossar. És una senzilla construcció de planta quadrada i teulat a dues aigües; disposa de baixos i pis. Va ser bastida amb pedra menuda i s'emprà pedra tallada per fer els cantoners. Al primer pis s'accedeix per una escala exterior. Cal destacar la llinda de la porta que ens dona la data de construcció de l'edifici: 1646.